# Sassacus flavicinctus
Sassacus flavicinctus là một loài nhện trong họ Salticidae.
Loài này thuộc chi Sassacus. Sassacus flavicinctus được Crane miêu tả năm 1949.